# Tantilla slavensi
Tantilla slavensi är en ormart som beskrevs av Pérez-Higareda, Smith och Smith 1985. Tantilla slavensi ingår i släktet Tantilla och familjen snokar. Inga underarter finns listade i Catalogue of Life.
Arten förekommer vid havet i delstaten Veracruz i östra Mexiko. Tantilla slavensi lever i låglandet och i kulliga områden. Den vistas i skogar och gräver i lövskiktet eller i det översta jordlagret. Honor lägger ägg.
Det är inget känt om populationens storlek och möjliga hot. IUCN kategoriserar arten globalt som otillräckligt studerad.